# Flavia Caesariensis
Flavia Caesariensis (Flavia Cesariense) era una delle province romane britanniche, creata agli inizi del IV secolo dalla riforma dell'imperatore Diocleziano. 
I suoi confini sono incerti, ma secondo una ricostruzione comprendevano i Pennini meridionali, allungandosi verso ovest, fino al mare d'Irlanda e forse anche al territorio degli iceni. Il fatto che la capitale della Britannia Secunda fosse a York indicherebbe che il territorio della Flavia non si estendeva molto più a nord di Lindum, che ne era probabilmente la capitale.
A differenza delle altre province della diocesi di Britannia, il governatore della Flavia Caesariensis non era un praeses ma un vicarius.
Flavia Caesariensis e la sua vicina meridionale Maxima Caesariensis potrebbero essere state, per un breve periodo, una sola provincia, che comprendeva la maggior parte dell'odierna Inghilterra orientale. Eric Birley e altri studiosi hanno suggerito che le due province chiamate Caesariensis sarebbero discese da un'unità più ampia. Dal fatto che Costanzo Cloro sia stato accolto favorevolmente a Londra nel 296, Birley parte per ipotizzare che egli gli avrebbe assegnato il titolo supplementare di Caesariensis.